# Besada (activisme)
Una besada és un tipus de manifestació, freqüentment utilitzada pels homosexuals, que consisteix en diverses parelles de gais i / o lesbianes que es besen (durant o després) en un lloc on s'hagi reprimit aquesta manifestació d'afecte, com a forma de protesta i repulsió per aquesta acció i amb l'objectiu de sorprendre a aquells que rebutgen aquestes formes d'orientació sexual, i en manifestacions contra els prejudicis.
La paraula és l'augmentatiu del substantiu «bes». L'ús de l'augmentatiu denota una preferència per la sobrevaloració d'aquest tipus de protesta, que és una forma d'afirmació dins del grup social i davant de la societat.
El terme es va crear el 3 d'agost de 2003 durant una manifestació al Shopping Frei Caneca, a São Paulo. Inspirats pels «panelazos» argentins, tres activistes gais (Fabricio Viana, Lula Ramires i Stevan Lekitsch) van decidir protestar contra el centre comercial que havia expulsat a una parella homosexual per haver-se besat dins del local. Van convocar als gais de la regió, i més de 2.000 persones van aparèixer per participar en aquesta manifestació.

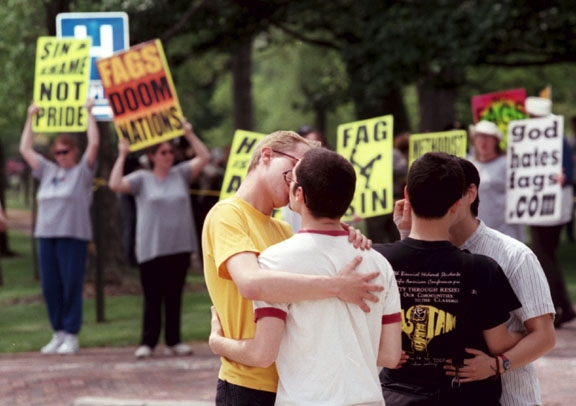
Besada organitzada contra les protestes contra els homosexuals organitzades el 2010 a la ciutat estatunidenca d'Oberlin (Ohio)
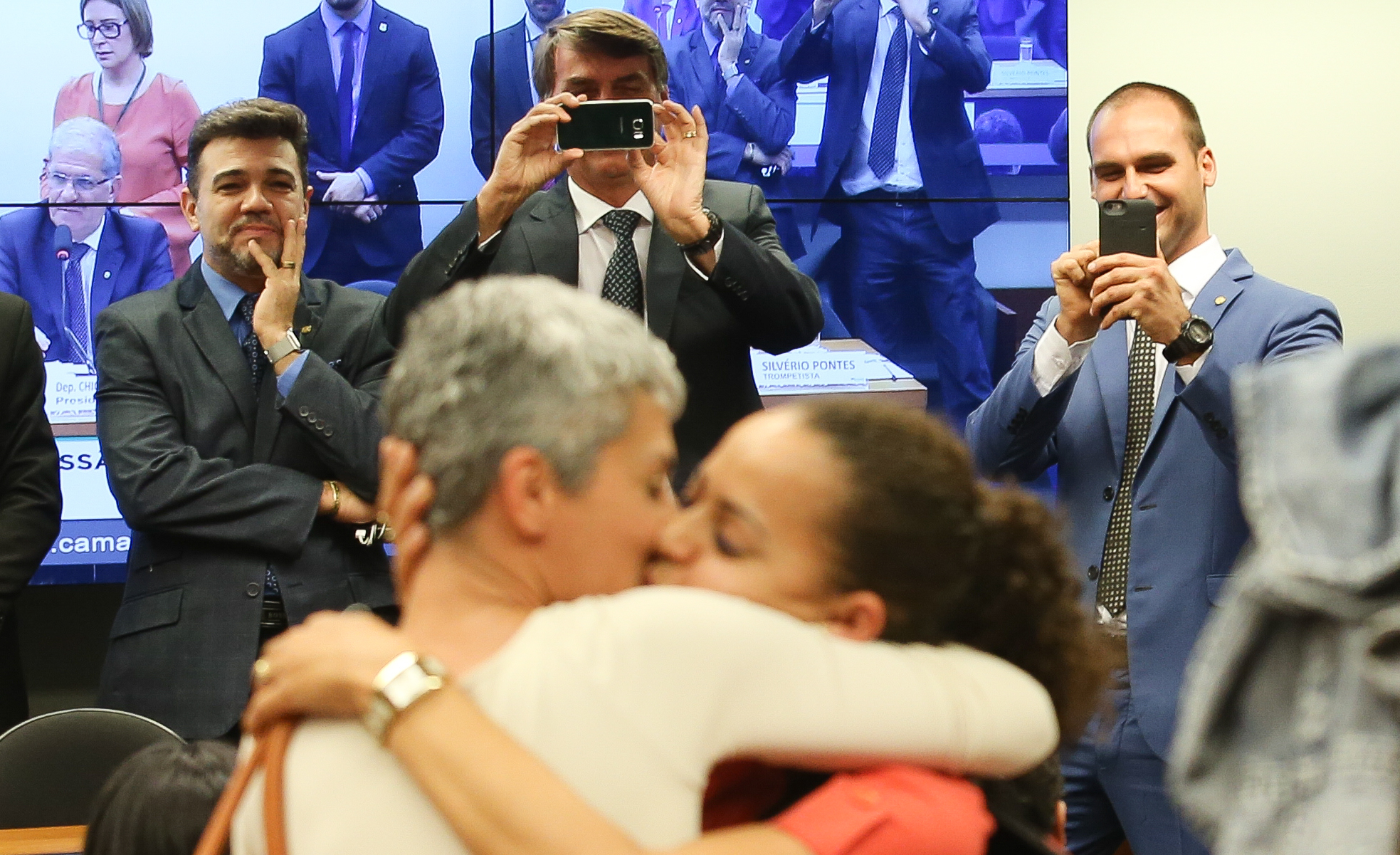
Besada contra Jair Bolsonaro i Marco Feliciano, 2016

A l'abril de 2013, en el context de les manifestacions contràries al diputat federal brasiler i pastor Marco Feliciano (PSC-SP), llavors President de la Comissió de Drets Humans de la Cambra de Diputats, la dibuixant de còmics brasilera Laerte Coutinho va difondre una besada en el món dels còmics per Internet, que es va difondre àmpliament, rebent protagonisme als mitjans de comunicació i comptant amb el suport de més de 300 dibuixants de còmics brasilers, entre ells Angeli, Allan Sieber, Caco Galhardo, André Dahmer, Adão Iturrusgarai, Fernando Gonsales, i fins i tot estrangers com l'argentí Liniers.